# Cities for People
Ciutats per a la gent és un llibre escrit per Jan Gehl publicat l'any 2010. La primera traducció en castellà es va publicar al 2014. Després del pròleg i la introducció, el llibre s'estructura en set seccions diferenciades i, finalment, un annex. Aquestes set seccions són les següents:
1. «La dimensió humana».
2. «Els sentits i l'escala».
3. «La ciutat vital, segura, sana i sostenible».
4. «La ciutat a l'altura dels ulls».
5. «La vida, l'espai i els edificis, en aquest ordre».
6. «Ciutats en vies de desenvolupament».
7. «Caixa d'eines».

## Autor
Jan Gehl (Copenhaguen, 17 de setembre de 1936) és un arquitecte i urbanista danés que, en l'àmbit professional, s'ha centrat en millorar la qualitat de vida urbana mitjançant el disseny i la planificació de les ciutats. Va estudiar a la Reial Acadèmia de les Belles Arts de Dinamarca i es va graduar l'any 1960. També va ser professor d'aquesta del 1966 al 2006.
L'any 2000 va crear amb Helle Søholt l'empresa Gehl Architects, la qual s'especialitza en millorar la qualitat de vida urbana mitjançant el disseny i la planificació de les ciutats. En aquesta van participar en projectes amb aquest objectiu a llocs com Copenhaguen, Melbourne, Sydney, Londres, Moscú i Nova York. Jan Gehl va deixar l'empresa l'any 2016.
Ha rebut diversos premis per la seva col·laboració i contribució a la planificació urbana. Alguns exemples són: El premi Sir Patrick Abercrombie per part de la Unió Internacional d'Arquitectes; la C.F. Hansen Medal per part de la Reial Acadèmia de les Belles Arts de Dinamarca; i el títol honorífic de doctor honoris causa per part d'universitats com la d'Edimburg, Halifax, Toronto i Varna.
Ciutats per a la gent no és l'únic llibre que de Jan Gehl, també ha escrit d'altres sobre temàtiques relacionades com per exemple Life between buildings (1971), Public spaces, public life (1996), New city spaces (2000), New City Life (2006), How to study public life (2013), entre d'altres.

## Pròleg de l'autor
Al pròleg de l'autor, hi ha una explicació feta per ell sobre com abans les ciutats eren construïdes per a la gent i no a l'inrevés, ja que amb el constant creixement urbà van sorgir els planificadors urbans i es va acabar considerant a la ciutat com una màquina dividida segons les seves funcions. També van sorgir els planificadors de trànsit que van començar a planificar per als automòbils i no per a la gent. Aquests fets no donaven prioritat a l'espai públic ni a la vida urbana, ja que no es tenia en compte de quina manera podia afectar el comportament humà. És per això que la vida urbana passarà a dependre de la planificació urbana. Però al llarg del temps s'han fet diversos estudis i hi ha informació sobre com el comportament humà es veu afectat per l'espai urbà. A més, hi ha hagut ciutats que han intentat millorar basant-se en aquests estudis, al llibre hi ha exemples.
Aquestes són les raons principals per les quals Jan Gehl considera que a l'hora de planificar les ciutats i àrees urbanes, la vida urbana i les persones a l'espai públic tenen un paper molt important.

## Contingut
Ciutats per a la gent explica la importància de planificar les ciutats i àrees urbanes tenint en compte la vida urbana i les persones a l'espai públic. Es divideix en set seccions i a cadascuna explica un tema relacionat. En aquestes hi ha exemples de ciutats concretes que es relacionen directament amb els temes tractats.

### «La dimensió humana»
En aquesta s'exposa la importància de tenir en compte l'escala humana a l'hora de planificar les ciutats. L'escala humana és el que es veu quan es camina, per exemple les plantes baixes dels edificis i les façanes. Si se li dona la importància necessària i es fa d'acord amb les necessitats de la població, es poden aconseguir espais urbans amb una millor qualitat de vida urbana. L'objectiu de Jan Gehl és aconseguir «ciutats vitals, segures, sostenibles i sanes». També es relaciona amb l'aparició de l'automòbil, la invasió dels carrers per part d'aquest i els canvis que ha provocat en la planificació urbana. A més, tot això afecta el comportament humà i a com funcionen les ciutats. Es considera, també, a la ciutat com un lloc social, de trobada, que dona lloc a diferents activitats.

### «Els sentits i l'escala»
En aquesta es presenta la importància de caminar i del que es veu quan es camina. Parla sobre la vista, considerat un tema important, i sobre el temps i la velocitat en que es camina. Es relaciona això amb l'escala de les ciutats.

### «La ciutat vital, segura, sana i sostenible»
Segons Jan Gehl, una ciutat vital és aquella que «invita a ser recorreguda», per això aquesta ha de ser, també, segura, sana i sostenible. En aquesta part s'analitza la vida urbana per veure com és un espai urbà de qualitat, entre d'altres aspectes. Es torna a tractar el tema de que les plantes baixes dels edificis, les façanes que s'observen, tenen una gran influència sobre la vida urbana. Parla de les vores urbanes i perquè aquestes han de ser suaus, és a dir, espais on la gent s'atura, es reuneix i es relaciona amb la resta.

### «La ciutat a l'altura dels ulls»
La ciutat a l'altura dels ulls és «l'escala més significativa de la planificació urbana». Es torna a tractar el tema de la importància del que es veu quan es camina. Es considera que s'ha de planificar per poder fer fàcil i accesible caminar o anar en bicicleta, en comptes de planificar per anar en cotxe.
En aquesta s'estudia, també, la psicologia de la caminada i, per tant, com fer agradable el caminar a través de la planificació urbana i, així, millorar la vida a la ciutat. S'han de fer interessants i agradables els elements a l'altura dels ulls per millorar la qualitat del camí. A més, presenta la idea que un clima agradable a l'altura dels ulls és un concepte important per aconseguir-ho.

### «La vida, l'espai i els edificis, en aquest ordre»
S'ha de donar prioritat a la vida urbana i a l'espai per sobre dels edificis per poder fer millors ciutats per a la gent.

### «Ciutats en vies de desenvolupament»
En aquesta, un altre cop, parla sobre la importància de prioritzar i tenir en compte a les persones a l'hora de planificar una ciutat, fomentant que la gent camini o vagi en bicicleta i participi a les activitats urbanes. En aquest cas, es fa en relació amb les ciutats en vies de desenvolupament, ja que es troben en una ràpida expansió.

### «Caixa d'eines»
En aquesta part final hi ha una mena de resum fent referència a temes tractats anteriorment, puntualitzant i especificant en alguns aspectes. Donant, també, exemples concrets.